# Grantham
Grantham város az Anglia Lincolnshire megyéjében, a Dél-Kesteven körzet közigazgatási központja. A 2016-os népszámlálás szerint 44 580 lakosa volt.
A körülbelül 35 km-re keletre Nottinghamtől Margaret Thatcher szülővárosaként és Isaac Newton korai képzése helyeként közismert.

## Története
Grantham városa a Brit-szigetek angolszász településére nyúlik vissza, de csak a 10. században a dán vikingek uralkodása alatt tett szert nagyobb jelentőségre. Granthamet az 1086-os Domesday Book 1000 lakosú mezővárosként említi. A középkorban az Észak- és Dél-Anglia közötti főút mentén fekvő város a gyapjú- és bőráruk fontos kereskedelmi központja volt.

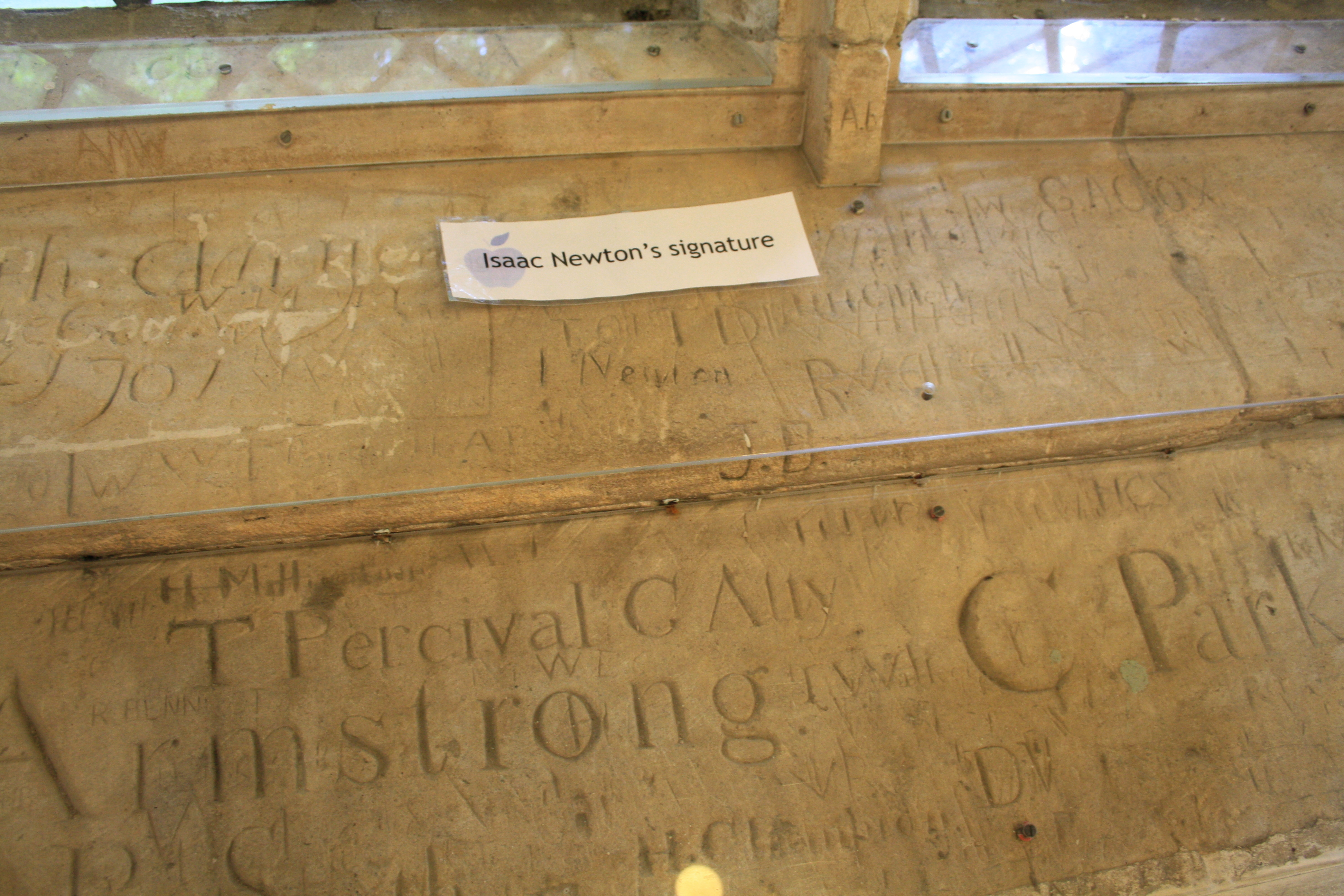
Isaac Newton aláírása graffitiként a King's Schoolban

A 13. században épült St. Wulfram-templomra a 19. században emelt 85 m magas templomtorony a mai napig jellemzi a város sziluettjét. 1598-ban a templomban megalakult Nagy-Britannia egyik első nyilvános könyvtára. A tudós Isaac Newton, 1643-ban a szomszédos Woolsthorpe-by-Colsterworth faluban született, majd 1655 és 1660 között az 1528-ban Granthamben alapított King's Schoolba járt. A még ma is The King's School néven ismert öregdiákok közé tartozik Colley Cibber drámaíró, Henry More filozófus és William Cecil Burghley politikus.
1797-ben egy csatorna megnyitása összekapcsolta a várost a Trent folyóval és a brit csatornarendszerrel. A vasút először 1850-ben érte el Granthamet Nottingham felől. Két évvel később, 1852-ben Granthamon keresztül megnyílt a Great Northern Railway – a mai East Coast fővonal London és Skócia között. A közlekedési kapcsolatok javulását erőteljes népességnövekedés kísérte. 1801-ben mintegy 4300 ember élt Granthamben, 1851-ben már 11 ezren.

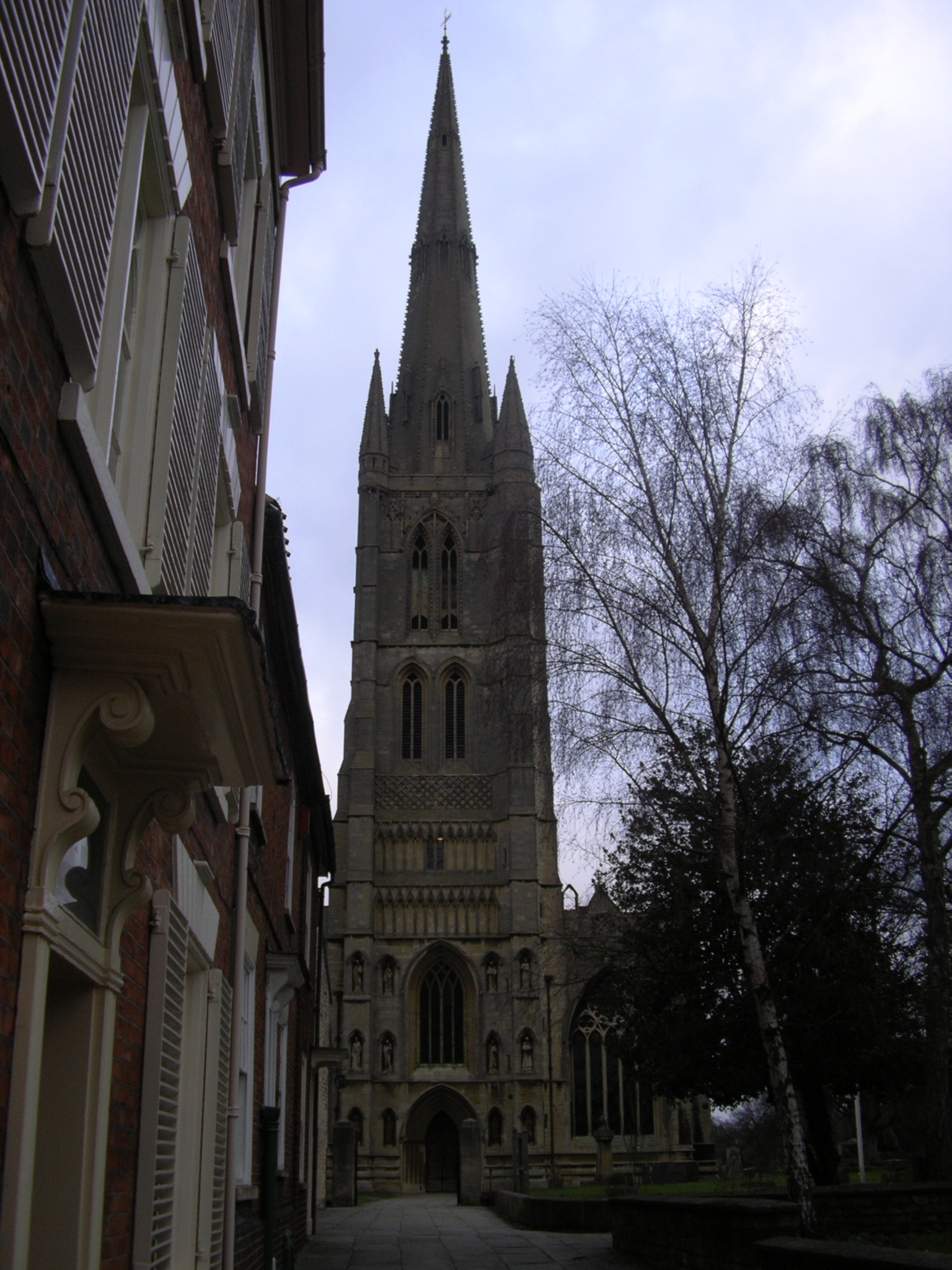
A Saint Wulfram Granthamben

A 19. század második felében a város gépészmérnöki központtá fejlődött. Richard Hornsby mérnök 1905-ben itt találta fel a lánchajtás előfutárát. Néhány évvel később eladta szabadalmát Benjamin Holtnak (a Caterpillar egyik elődvállalatának alapítója), aki egyidejűleg lánchajtásokat is fejlesztett.
1914. november 27-én, az első világháború idején Nagy-Britannia első női rendőri erőit Granthambe telepítették. Két évtizeddel később, a második világháború idején Grantham a védelmi ipar fontos központja volt. A Királyi Légierő bombázószázada is 1937 óta itt állomásozott. A hely így a német légierő egyik célpontja is volt.
Margaret Thatcher későbbi brit miniszterelnök itt született, s 1944-ig élt itt, és a Kesteven and Grantham Girls Gimnáziumba járt.
1974-ben Anglia közigazgatási megyéit átszervezték. Az előző közigazgatási megye, Kesteven, amelyhez Grantham 1888 óta tartozott, feloszlott, és beolvadt Lincolnshire megyébe, amely addig csak ceremoniális megye volt.

## Gazdasága
A 20. század második felében megnőtt a gépipar és a fémmegmunkáló ipar jelentősége napjainkban hanyatlott, s az élelmiszeripar kezdett különösen fontos szerepet játszani.
A RAF Barkston Heath brit katonai bázis néhány kilométerre a várostól fekszik.

## Közlekedése

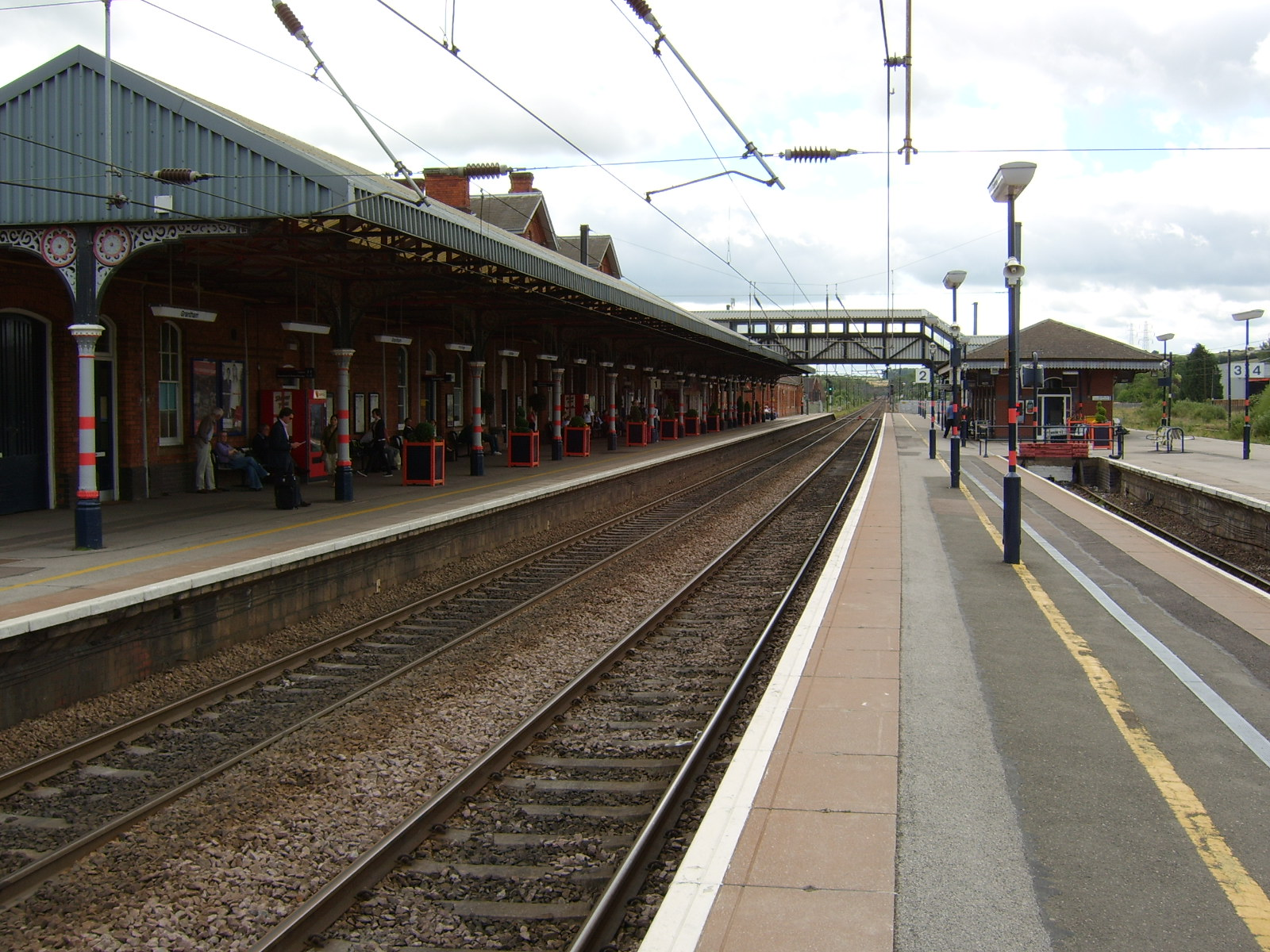
Grantham vasútállomása

Grantham az A1-es (észak-déli) és az A52-es (nyugat–kelet) főúton található. A legközelebbi autópálya az M1-es, körülbelül 40 km-re nyugatra fut Granthamtől.
A keleti part fővonalán, valamint a Nottingham és Sleaford felé tartó mellékvonalakkal kapcsolódik a város az Egyesült Királyság vasúthálózatához, ahol gyakori távolsági járatok indulnak Londonba és Skóciába, valamint Kelet-Anglia nagyvárosaiba. Grantham személyszállítási igényeit a Central Trains, a Great North Eastern Railway és a Hull Trains vasúttársaságok szolgálják ki.

## Testvérvárosi kapcsolatai
1980 óta testvérvárosi kapcsolat működik Grantham és Sankt Augustin (Észak-Rajna-Vesztfália között.

## Személyiségei

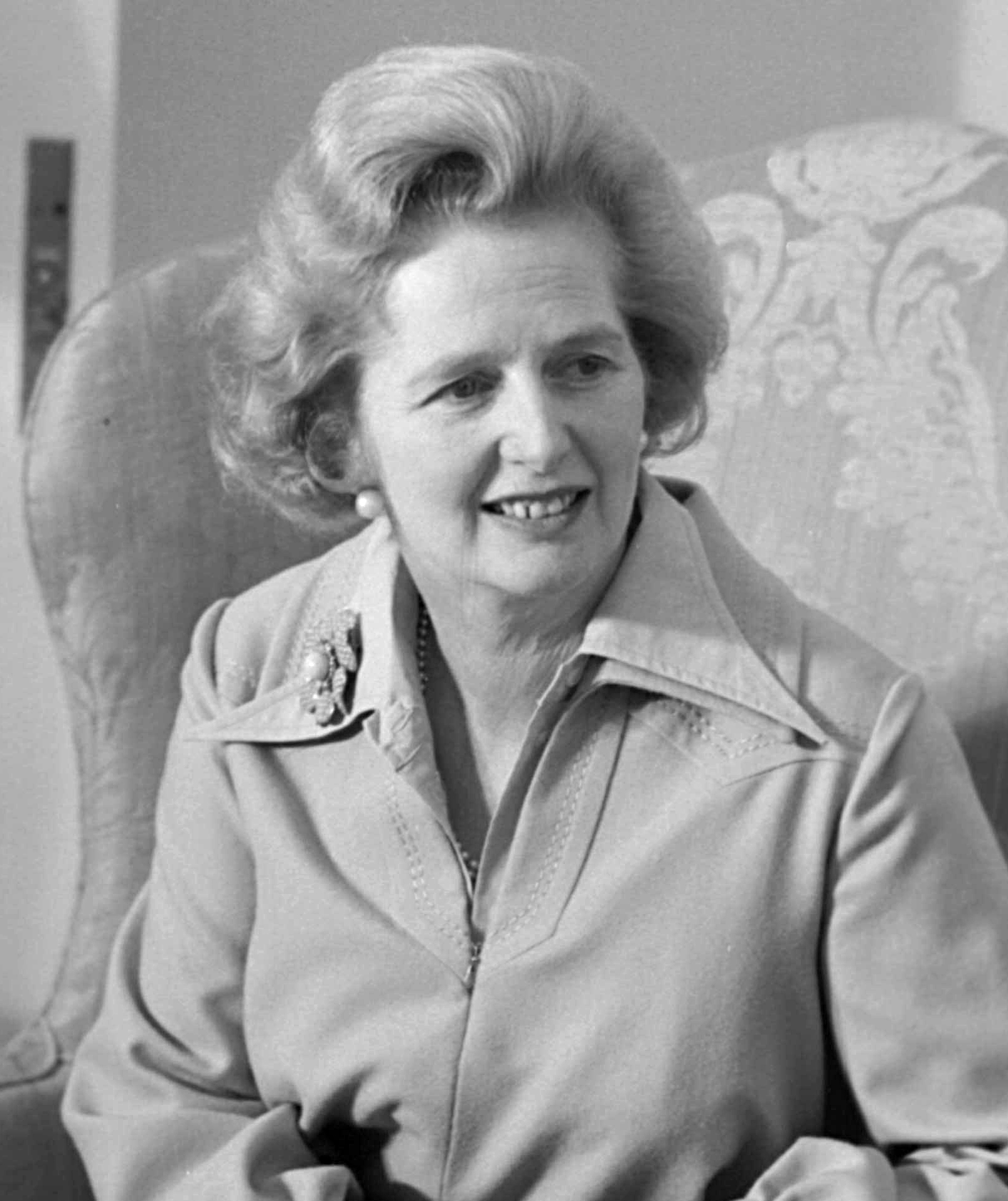
Margaret Thatcher (1975)

### A város fiai és lányai
- Henry More (1614–1687), filozófus és költő
- Jessie Lipscomb (1861–1952), szobrász
- Charles Dixon (1873–1939), teniszező
- Syd Cain (1918–2011), filmdíszlettervező és storyboardtervező
- Nicholas Parsons (1923–2020), színésznő és műsorvezető
- Margaret Thatcher (1925–2013), politikus, az Egyesült Királyság miniszterelnöke
- Nicholas Maw (1935–2009), zeneszerző
- Barry Dagger (1937), céllövő
- Vince Eager (1940), popzenész
- Margot Parker (1943), politikus
- Roger Blandford (1949), csillagász és asztrofizikus
- Timothy Grubb (1954–2010), műugró
- Jason Williamson (1970), a Sleaford Mods énekese
- Katie Colclough (1990), kerékpáros
- Andrew Robertson (1990), sprinter
- Patrick Bamford (1993) labdarúgó
- Holly Humberstone (1999), énekes
- Amy Hunt (2002), sprinter

## Fordítás
Ez a szócikk részben vagy egészben  a   Grantham című német Wikipédia-szócikk ezen változatának fordításán alapul.  Az eredeti cikk szerkesztőit annak laptörténete sorolja fel. Ez a jelzés csupán a megfogalmazás eredetét és a szerzői jogokat jelzi, nem szolgál a cikkben szereplő információk forrásmegjelöléseként.